# مارسل زیلا
مارسل زیلا (انگلیسی: Marcel Zylla؛ زادهٔ ۱۴ ژانویهٔ ۲۰۰۰) بازیکن فوتبال اهل آلمان است.
از باشگاه‌هایی که در آن بازی کرده‌است می‌توان به باشگاه فوتبال بایرن مونیخ اشاره کرد.
وی همچنین در تیم‌های ملی فوتبال جوانان آلمان، Poland national under-19 football team، و زیر ۲۰ سال لهستان بازی کرده‌است.